# Oljepanna
Oljepanna är en komponent i kraftproducerande anläggningar som eldas med olja. Oljepannor producerar hetvatten (värmepanna) eller ånga (ångpanna).

## Komponenter

### Bränslets väg
Bränslet, en olja i en för anläggningen anpassad kvalité, förvaras i regel i en cistern.
Leveranspumpar ser sedan till att en god nivå hålls i dagtanken. Dagtanken är alltså den tank som eldningsoljan till brännarna tas ifrån. Genom att inte ta bränslet direkt från cisternen, som närmast kan liknas vid ett bränsleförråd, erhålls en högre driftsäkerhet. En dagtank skall med fördel byggas på sådant sätt att bränslet kan självrinna ned till brännarna.
Från dagtanken pumpas i regel bränslet vidare till brännaren men i vissa fall kan man låta brännaren själv sköta detta.
Den pump som sitter sist i bränslekedjan benämns bränslepump.

### Typer av brännare
Det finns tre typer av brännare:
- Oljebrännare. Samma konstruktion som så kallade villabrännare. Bytes endast vid haverier eller revisioner.
- Alternativ typ av brännare: pelletsbrännare
- Brännarlans. Ett rör med ett munstycke på som leds in i pannan. Kan snabbt bytas ut under drift av anläggningen.

Brännare är alltid anpassade efter bränslekvalitén. En brännare kan i regel ganska lätt ändras till att nyttjas till andra oljetyper. Detta görs genom att man byter ut det munstycke som sprutar in bränslet in i eldstaden.
Det är i regel bränslets viskositet som sätter gränser för vilka munstycken som kan brukas men även pannans konstruktion spelar in, liksom brännarens placering.

### Reglering av bränslemängden
Oljebrännare har i regel ett ganska brett spektrum inom vilket de kan ge en god förbränning. Detta är ett resultat av att brännaren kan reglera den luftmängd som nyttjas vid förbränningen.
Brännarlansar har ett betydligt snävare regleringsområde men kan i gengälld bytas ut snabbare. På anläggningar där man brukar denna typ av brännare så bytes helt enkelt hela lansen ut vid lastreglering.

### Val av bränsle
En anläggning byggs alltid med en viss bränsletyp i åtanke. Typ av bränsle väljs i regel efter tillgänglighet och ekonomi. I vissa fall väljs även bränsletyp av miljömässiga skäl.
På senare tid har anläggningar konverterats till andra bränsletyper, som till exempel biomassa.
Dessa ombyggnationer är sällan helt lyckade då anläggningar konstrueras med en helhetssyn i åtanke.
Oljeeldning blev ett kostnadseffektivt alternativ för uppvärmning under 1950- och 1960-talen i västvärlden, som dittills hade använt främst kol och koks för sin uppvärmning. Fram till oljekrisen 1973 var priserna på olja låga, vilket också gav upphov till en kraftig utbyggnad av oljeeldade kraftverk, för såväl uppvärmning som för framställning av elektricitet. Olja har ett högt energivärde och behöver i stort sett ingen tillsyn i form av ständig manuell påfyllning som de koleldade ugnarna oftast krävde.
Oljekrisen ledde till att priset på bränsle steg och därför började man leta efter allt fler alternativ till oljeuppvärmning. Storskalig utbyggnad av fjärrvärme, prisstegringar på villaolja, politiska satsningar på andra uppvärmningsformer med mera, har medfört att antalet oljepannor har minskat. Lagstiftningen har gått den vägen genom hårdare krav och genom konverteringsbidrag för att byta uppvärmningssystem vilket kan sökas hos Boverket.
- Alternativa bränslen för villapanna

## Tillsyn och kontroller
Oljeuppvärmd fastighet kräver regelbunden sotning, oftast en gång om året.